# Clinique CHC MontLégia
La Clinique CHC MontLégia est un hôpital général situé, sur les hauteurs de la ville de Liège en Belgique, sur le site de l'ancien charbonnage Patience et Beaujonc. Cet hôpital, ouvert depuis mars 2020, fait partie du Groupe Santé CHC et rassemble l'activité des cliniques Saint-Joseph, de l'Espérance et Saint-Vincent, fermées depuis le transfert de leurs activités vers le nouvel hôpital. Il est devenu l’hôpital de référence du groupe et compte 720 lits d’hospitalisation classique et 120 places d’hôpital de jour.
Les travaux de construction ont débuté en 2014 et se sont achevés en 2020. La construction représente un investissement de 260 millions d'euros (parkings et abords compris, hors matériel médical et mobilier).
Le bâtiment de la clinique se compose d’un bâtiment médicotechnique et de deux ailes d’hospitalisation : une pour les services mère-enfant et la psychiatrie, une pour les services adultes.

## Origine du nom
L'hôpital est situé sur les hauteurs de la ville de Liège et surplombe la ville. Il doit donc son nom à sa situation surélevée mais également à l’ancien ruisseau, la Légia, qui est aujourd’hui presque entièrement souterrain. La Légia a autrefois nourri la vie et l’artisanat des quartiers qu’elle traversait : en activant les moulins des meuniers, alimentant les bacs des lavandières, les fontaines… De nombreux noms de rues des environs portent également le nom du ruisseau ou ont un lien avec celui-ci : rue Coq Fontaine, rue du Ruisseau, rue de la Légia, rue des Moulins à Ans, rue de la Légia, Fontainebleau à Liège…
"De la même manière que les historiens n’ont pas conclu avec certitude qui, de la ville (Liège) ou du ruisseau (la Légia), avait donné son nom à l’autre, l’histoire des trois cliniques liégeoises du CHC, toutes centenaires, se confond avec l’histoire de la ville".

## Projet
L’hôpital est construit sur le terrain de Patience et Beaujonc, un ancien charbonnage situé à Glain (Liège), dont la dernière activité remonte vers les années 1960. Cette ancienne friche a été réhabilitée, avec un projet complet d’aménagement, comprenant
- l'hôpital au centre du terrain, sur la partie la plus élevée
- une zone d'activités économiques du côté de la rue Emile Vandervelde : le Legiapark
- du logement dans le fonds Hubert Goffin, près de la place des Marronniers et entre la zone d'activités économiques et la rue Emile Vandervelde.